# Claire Holt
Claire Rhiannon Holt (n. 11 iunie 1988, Brisbane, Queensland, Australia) este o actriță australiană. Ea a interpretat rolul lui Rebekah în „Jurnalele vampirilor” și în ”The Originals”. A portretizat-o pe Emma Gilbert în serialul „H2O - Adaugă apă”.

## Biografie

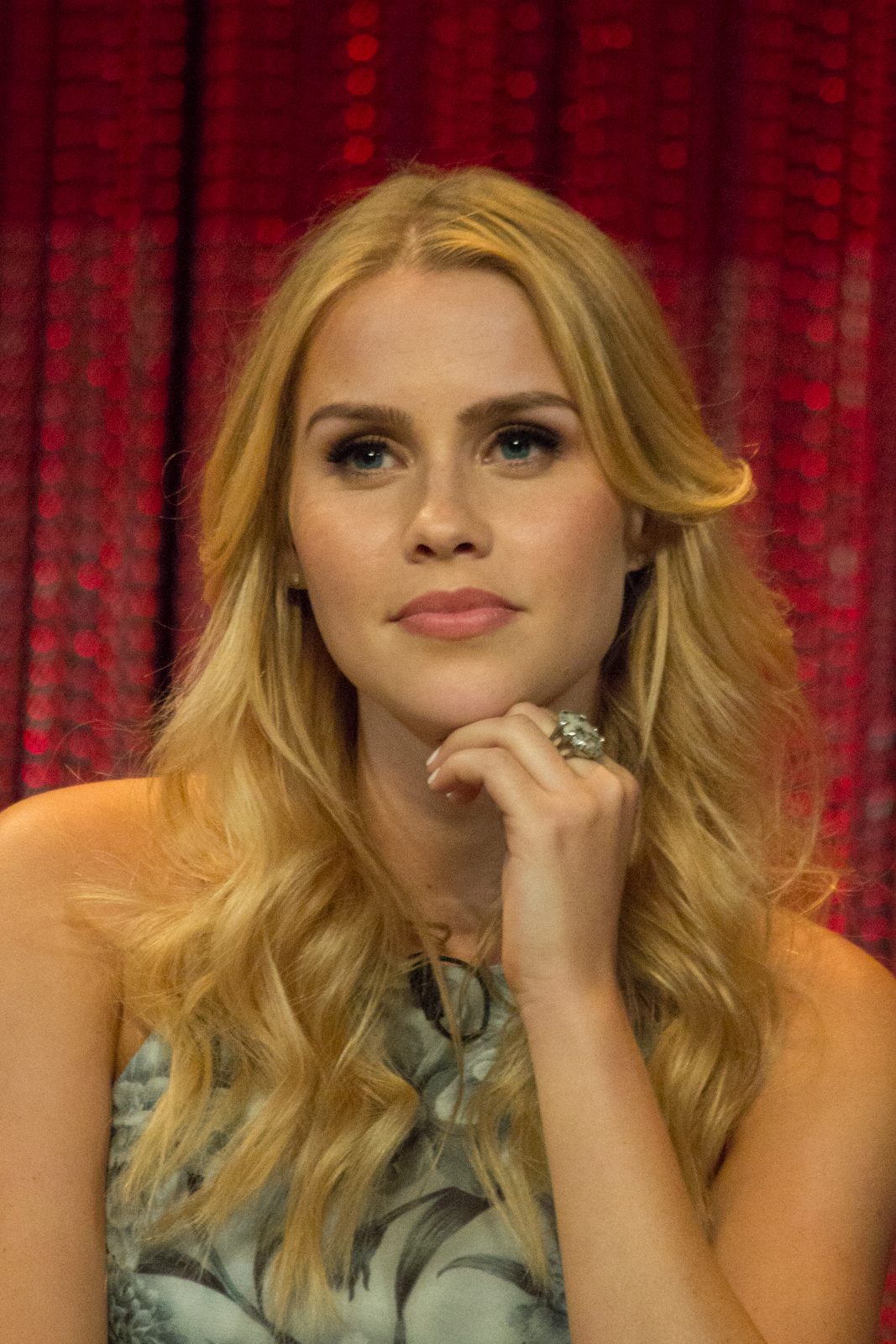
Claire Holt în 2014

Pe lângă rolul din H2O - Adaugă apă (doar sezoanele 1 și 2), Claire a mai apărut în diverse spot-uri publicitare pentru Dreamworld, Sizzlers și Queensland Lifesaving. Ea a studiat actoria la școală și în privat.
Claire Holt a fost prezentă recent la Nickelodeon UK Kids Choice Awards 2007 împreună cu co-starurile Phoebe Tonkin și Cariba Heine. De asemenea, a mai interpretat și rolul lui Rebekah Mikaelson în serialul american The Vampire Diaries, iar apoi urmând să intrepreteze același rol în spin-off-ul The Originals. Ambele producții aparținându-i lui Julie Plec. În prezent, Claire o intreptează pe Chairmain Tully în serialul Aquarius.
În anul 2005, Claire a fost premiată pentru Stuartholme School. În anul 2011, ea a apărut în serialul The Vampire Diaries interpretând-o pe Rebekah.

## Viața personală
În data de 29 aprilie 2016, Claire s-a căsătorit cu iubitul ei, devenind Claire Kaplan. În 2017, aceasta s-a divorțat de Kaplan. Un an mai târziu, în 2018, s-a căsătorit cu Andrew Joblon cu care are doi copii. Claire Holt are și un website personal intitulat The Corner.

## Hobby-uri
În timpul ei liber, Claire înoată, joacă volei, joacă tenis cu familia și iese în oraș cu prietenii. Ea are centura neagră în Tae-Kwon-Do și sportul ei preferat este polo pe apă. Când nu face activități fizice, Claire își petrece timpul cântând la pian, chitară sau voce.

## Educație
După ce a absolvit liceul romano-catolic Stuartholme School la sfârșitul anului 2005, Claire spunea că speră să obțină o diplomă universitară.

## Filmografie
| An           | Titlu                       | Rol             | Notații                                    |
| ------------ | --------------------------- | --------------- | ------------------------------------------ |
| 2006–2008    | H2O: Just Add Water         | Emma Gilbert    | rol principal (52 de episoade)             |
| 2009         | Messengers 2: The Scarecrow | Lindsay Rollins | rol principal                              |
| 2011         | Mean Girls 2                | Chasity Meyer   | film TV                                    |
| 2011         | Pretty Little Liars         | Samara          | apariții (5 episoade)                      |
| 2011–2017    | "The Vampire Diares"        | Rebekah         | rol principal (sezonul 3 - 22 de episoade) |
| 2013–prezent | "The Originals"             | Rebekah         | rol principal                              |
| 2015         | "Aquarius"                  | Charmain Tully  | serial TV                                  |